# Fáfnismál
Le Fáfnismál ou Dit de Fáfnir est un poème héroïque de l'Edda poétique. Il évoque la mise à mort par Sigurd de Fáfnir puis de Regin.
Avec le Reginsmál et le Sigrdrífumál, il fait partie des poèmes consacrés à la jeunesse de Sigurd (Jung-Sigurd-Lieder). Dans le Codex Regius, ces trois poèmes n'en forment qu'un seul, intitulé Sigurðarkviða Fáfnisbana önnur (« Deuxième chant de Sigurd Fáfnisbani »). Ils sont probablement le résultat de l'amalgame de plusieurs poèmes plus anciens.
Le Fáfnismál est composé de quarante-quatre strophes en ljóðaháttr, encadrées et entrecoupées par des passages en prose.

## Récit

### La mort de Fáfnir
Sigurd et Regin se rendent à Gnitaheidr, où Fáfnir, ayant pris la forme d'un dragon, veille sur son or. Sigurd creuse une fosse, s'y dissimule, et transperce Fáfnir de son épée lorsqu'il passe au-dessus de lui. 
Un dialogue s'engage alors. Il est d'abord question des origines de Sigurd, puis Fáfnir annonce que l'or conduira le héros à la mort. Sigurd pose ensuite au dragon des questions mythologiques, l'interrogeant sur les Nornes et sur le lieu où se déroulera l'ultime combat entre les dieux et Surt. Avant de mourir, Fáfnir conseille à Sigurd de partir, lui répètant que l'or provoquera sa mort. Il le prévient enfin que Regin veut le trahir.

### La mort de Regin
Une fois Fáfnir mort, Regin, qui s'était éloigné pendant le combat, revient auprès de Sigurd et, après avoir arraché le cœur de son frère, demande au héros de le cuire. Touchant le cœur pour savoir s'il est cuit, Sigurd se brûle et porte son doigt à sa bouche. Dès lors, il peut comprendre le langage des oiseaux. Les mésanges lui apprennent que Regin a l'intention de le tuer. Sigurdr lui tranche la tête pendant son sommeil, mange le cœur de Fáfnir et boit le sang des deux géants.

### La prophétie des mésanges
Igðnaspá ou « prophétie des mésanges » est le nom parfois donné aux strophes 32 à 38 et 40 à 44 du Fáfnismál.
Les oiseaux prédisent ensuite que Sigurd demandera en mariage la belle et riche fille du roi Gjúki (c'est-à-dire Gudrún). Puis, ils évoquent une valkyrie qu'Odin a plongée dans le sommeil car elle a fait mourir un guerrier qui n'était pas celui dont il avait décidé la mort. Elle dort dans une salle entourée de flammes, au sommet d'une montagne.
Remontant la piste du dragon, Sigurdr se rend dans l'antre de Fafnir, où il s'empare de son trésor et de nombreux autres objets précieux.

Pierre runique de Ramsund (Södermanland), XIe siècle
1. Sigurdr se brûle en cuisant le cœur de Fáfnir. Il lèche son doigt, goûtant ainsi le sang du dragon.
2. Les oiseaux révèlent à Sigurdr les mauvaises intentions de Reginn.
3. Reginn mort, la tête tranchée par Sigurdr.
4. Grani, le cheval de Sigurdr, attaché à un arbre.
5. Sigurdr tuant Fáfnir avec son épée Gramr.
6. La loutre Ótr, à l'origine de la malédiction.